# Conferencia de paz de Staten Island

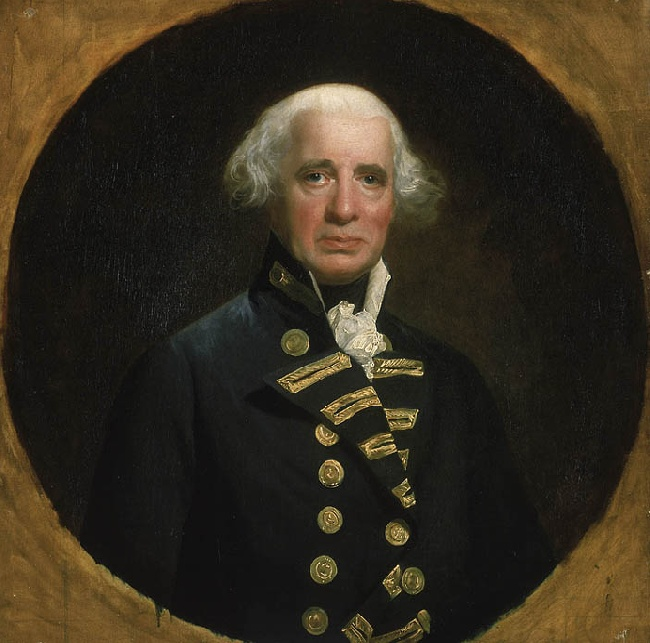
El almirante Lord Richard Howe propuso la conferencia y representó a los británicos.

La Conferencia de paz de Staten Island fue una breve reunión sostenida con el propósito de llevar a término la Revolución estadounidense. La conferencia tuvo lugar el 11 de septiembre de 1776 en Billop Manor, la residencia del coronel Christopher Billop, en Staten Island, Nueva York. Los participantes fueron el almirante británico Lord Richard Howe y los miembros del Segundo Congreso Continental, John Adams, Benjamin Franklin y Edward Rutledge.
Dado que la autoridad de Lord Howe era intencionalmente limitada, la delegación del Congreso se mostró pesimista sobre el resultado de la reunión. La conferencia, mantenida en los días posteriores a la captura británica de Long Island, duró apenas tres horas y fue un fracaso. Los estadounidenses insistieron en el reconocimiento de su recientemente declarada independencia y la autoridad limitada de Howe era insuficiente para hacer frente a tales demandas. Después de la conferencia, los británicos continuaron su campaña militar por el control de la ciudad de Nueva York.

## Antecedentes
Cuando las autoridades británicas estaban planeando la forma cómo tratar con sus colonias norteamericanas rebeldes a fines de 1775 e inicios de 1776, decidieron enviar una gran expedición militar para ocupar la ciudad de Nueva York. Dos hermanos, el almirante Lord Richard Howe y el general William Howe, recibieron el mando naval y terrestre de la operación, respectivamente. Puesto que creían que todavía era posible poner fin a la disputa sin más violencia, los hermanos Howes insistieron en recibir poderes diplomáticos además de sus funciones militares. El almirante Howe había discutido previamente sobre agravios coloniales de manera informal con Benjamin Franklin en 1774 y 1775, sin llegar a resolverlos. Mientras que el general Howe creía que el problema de los impuestos coloniales podía ser resuelto manteniendo la supremacía del Parlamento. En un primer momento, el rey Jorge III accedió a regañadientes a conceder a los Howes poderes limitados, pero Lord George Germain adoptó una línea más dura e insistió en que no se diera ningún poder a los Howes que pudiera ser visto como una cesión a las demandas coloniales para la exención de impuestos sin representación o las denominadas Leyes intolerables. Como consecuencia, a los Howes solo les concedieron la capacidad para emitir indultos y amnistías, pero no para hacer concesiones sustantivas.

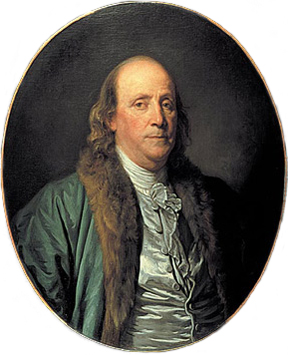
Benjamin Franklin y Lord Howe habían discutido previamente los reclamos coloniales.

Una vez que llegó la flota en julio de 1776, el general Howe realizó varios intentos de establecer comunicaciones con el general del Ejército Continental, George Washington. Dos intentos de enviar cartas a Washington fueron rechazadas porque Howe se negó a reconocer el título de Washington; sin embargo, este último accedió a reunirse en persona con uno de los ayudantes de Howe, el coronel James Patterson. En la reunión, que tuvo lugar el 20 de julio, Washington se enteró de que los poderes diplomáticos de los Howes se limitaban fundamentalmente a la concesión de indultos, ante lo cual respondió que los americanos no habían cometido ninguna falta y, por tanto, no necesitaban indultos.